# Schalkau

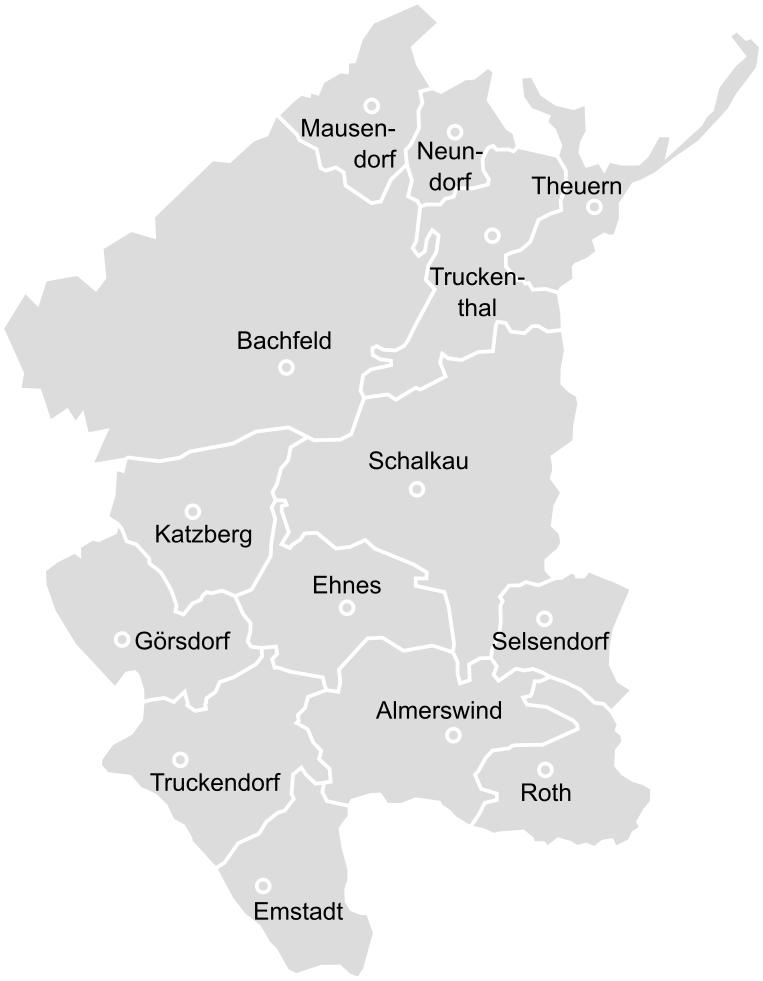
Ortsteile Schalkau (2022)

Schalkau ist eine Stadt im Landkreis Sonneberg im fränkisch geprägten Teil von Thüringen.

## Geografie
Die Stadt liegt am Südhang des Thüringer Schiefergebirges im Tal der oberen Itz auf dem Schalkauer Plateau. Sechs Kilometer nördlich der Stadt liegt der 867 Meter hohe Bleßberg.

### Nachbargemeinden
Im Uhrzeigersinn, beginnend im Norden: Neuhaus am Rennweg, Frankenblick, Rödental, Lautertal, Eisfeld.

### Stadtgliederung
Die Stadt hat zehn Stadtteile:
| - Almerswind mit Selsendorf - Bachfeld mit Gundelswind - Ehnes - Emstadt mit Truckendorf und Görsdorf - Katzberg | - Mausendorf mit Neundorf - Roth - Schalkau - Theuern - Truckenthal |

## Geschichte

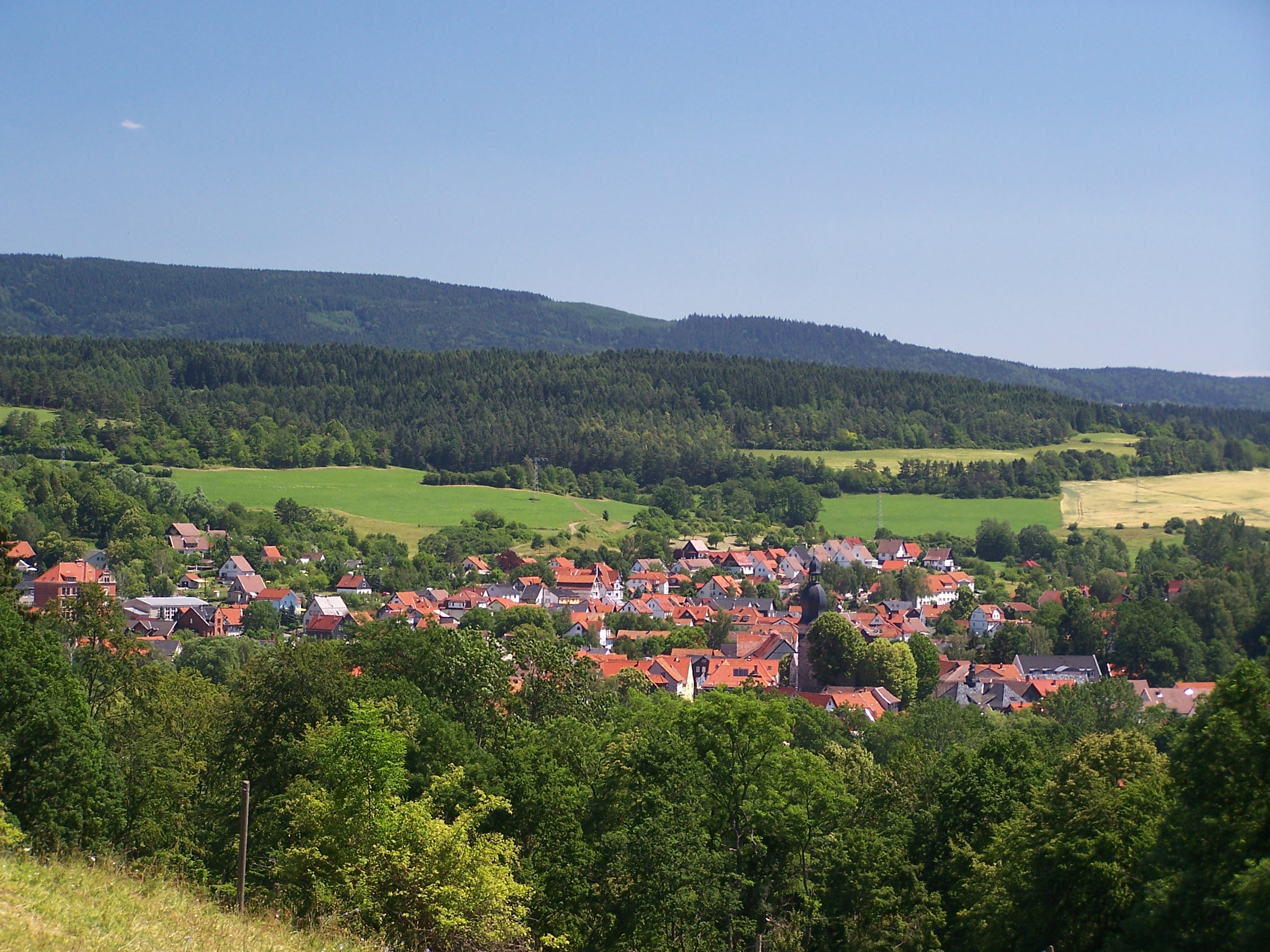
Blick über die Stadt

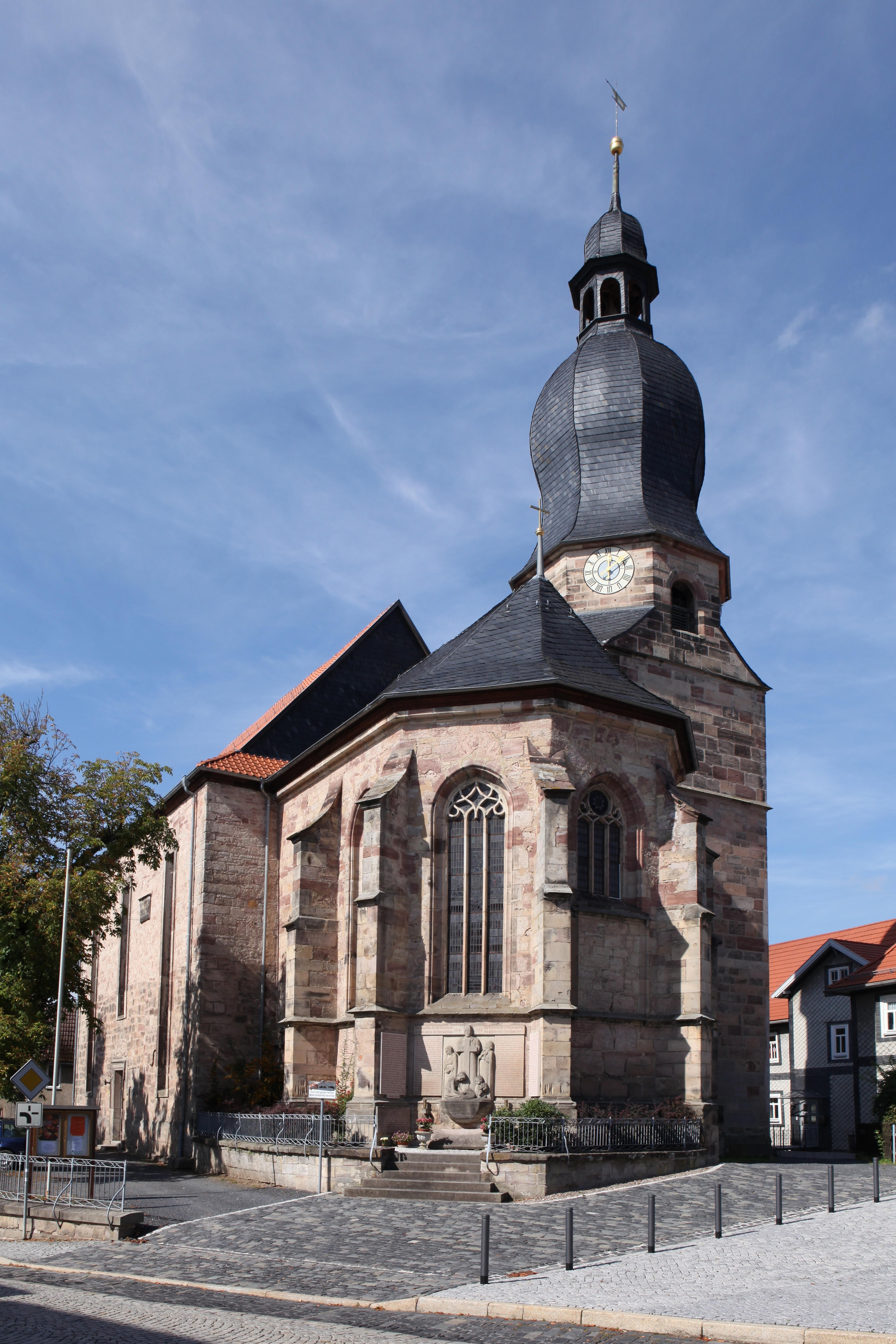
Evangelische Johanniskirche

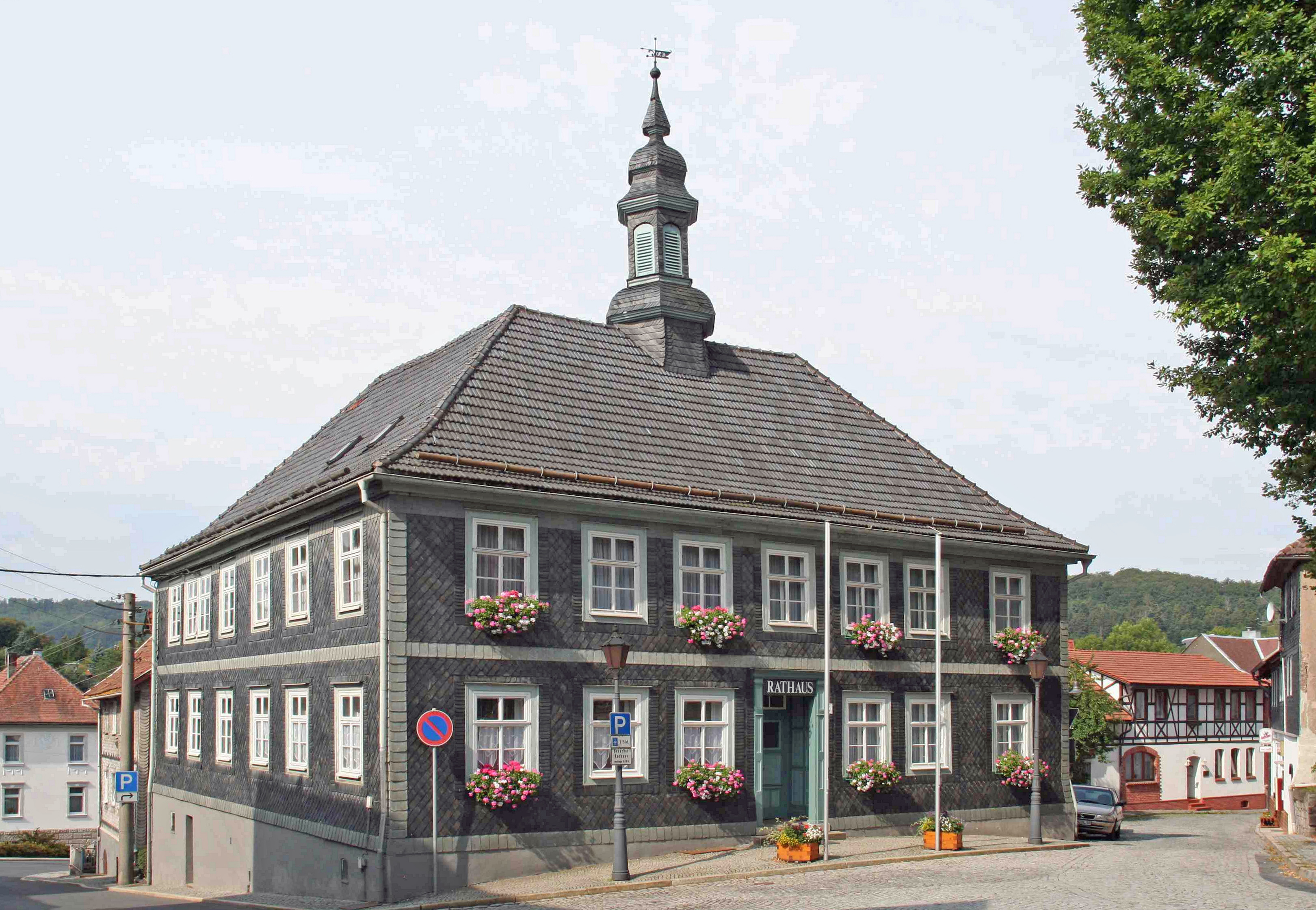
Rathaus

### Bis zum 19. Jahrhundert
Unweit des Ortsteils Theuern liegt auf einem schmalen Bergrücken des Herrenbergs beim Austritt des Flüsschens Grümpen aus den Bergen des Thüringer Waldes eine ehemalige Befestigungsanlage. Mit ihr kontrollierten und überwachten die Ahnen die Verkehrsverbindung in den Eisfelder Siedlungsraum vom Orlatal und aus Norddeutschland kommend. Der Platz wurde in der vorrömischen Eisenzeit genutzt. Die Wälle sind noch gut erhalten.
Schalkau wurde 1011 erstmals urkundlich erwähnt. Im Jahr 1362 war die Verleihung der Stadt- und Marktrechte. Im Mittelalter wurde die Geschichte der Siedlung maßgeblich durch das Adelsgeschlecht der Schaumberger bestimmt, die ihren Stammsitz auf der nahe gelegenen Burg Schaumberg hatten. Die Burg wurde im 12. Jahrhundert erbaut und während des Dreißigjährigen Krieges zerstört.
Ab 1830 siedelten sich mehrere kleine Spielwarenfabriken an und Schalkau entwickelte sich zu einem lokalen Zentrum der Spielzeugindustrie, für die zwischen 1881 und 1935 eine Fachschule für Zeichnen, Modellieren und Holzschnitzen existierte.

### 20. Jahrhundert
Die Stadt gehörte zum Herzogtum Sachsen-Meiningen, das am 12. November 1918 zum Freistaat wurde und am 1. Mai 1920 in dem neu geschaffenen Land Thüringen aufging.
In der Zeit des Nationalsozialismus wurden Schalkauer Einwohner aus politischen und religiösen Gründen verfolgt und im Gerichtsgefängnis Schalkau inhaftiert oder, wie ein Zeuge Jehovas, ins KZ Mauthausen deportiert. Seit 1934 schlossen sich 200 evangelische Einwohner der Bekennenden Kirche (BK) am Ort an, die von den Pfarrern Raatz und Graser geleitet wurde. Beide verloren 1935 ihr Pfarramt in der Evangelisch-Lutherischen Kirche in Thüringen.
Im Rahmen der Förderung der Rüstungsindustrie in Thüringen entstanden 1938 in Schalkau Werksanlagen der Bruhn-Werke GmbH Berlin-Schöneberg, in denen flugtechnische Instrumente wie Fahrtmesser für die Luftwaffe, anfangs von etwa 800 Menschen, hergestellt wurden. Nach dem Zweiten Weltkrieg wurden der Maschinenpark demontiert und im August 1947 die Gebäude gesprengt.
Während des Zweiten Weltkrieges mussten mehr als 220 Kriegsgefangene aus Frankreich sowie Frauen und Männer aus Polen, Russland und der Ukraine Zwangsarbeit verrichten: in den Bruhn-Werken GmbH und bei der Firma A.H. Schwesinger. Drei der Zwangsarbeiter wurden mit Gefängnishaft bestraft.
Zu DDR-Zeiten unterhielt der Fernsehfunk der DDR im Ort ein Betriebs-Ferienlager für die Kinder seiner Betriebsangehörigen.
In den 1970er Jahren wurde durch die DDR der Ortsteil Görsdorf mit einer etwa 3,5 Meter hohen Sichtblende (Grenzmauer) umschlossen (→ Innerdeutsche Grenze). Das Grenzdenkmal Görsdorf erinnert an die Deutsche Teilung.
Vor dem 31. Mai 1995 gehörte Schalkau zur Verwaltungsgemeinschaft Schalkau.

### Eingemeindungen
Die folgenden Gemeinden (mit den oben genannten Ortsteilen) wurden in die Stadt eingegliedert:
- am 1. Juli 1950 Ehnes,
- am 1. Januar 1992 Roth und Theuern,
- am 1. Juni 1992 Mausendorf und Truckenthal,
- am 14. Juli 1993 Katzberg,
- am 8. Februar 1994 Ehnes und Emstadt,
- am 1. Juli 1994 Almerswind,
- am 31. Dezember 2019 Bachfeld.

### Einwohnerentwicklung
Entwicklung der Einwohnerzahl (Stand jeweils 31. Dezember):
| - 1994: 3765 - 1997: 3654 - 2000: 3498 - 2003: 3415 - 2006: 3338 | - 2009: 3278 - 2012: 3049 - 2015: 2982 - 2018: 2915 - 2021: 3268 |

Datenquelle ab 1994: Thüringer Landesamt für Statistik

## Politik

### Stadtrat
Der Stadtrat in Schalkau besteht aus 16 Ratsmitgliedern. Diese sind seit 2024:
| Partei                            | Sitze  |
| --------------------------------- | ------ |
| Forum aktive Bürger               | 5 (+3) |
| CDU                               | 4 (−2) |
| AfD                               | 3 (±0) |
| Bündnis Schalkau – ‘Wir für Euch’ | 3 (+3) |
| DIE LINKE                         | 1 (−1) |
| Freie Wähler                      | 0 (−3) |

- Linke: 1
- FaB: 5
- BS-WfE: 3
- CDU: 4
- AfD: 3

(Stand: Kommunalwahl am 26. Mai 2024)

### Bürgermeister
Bei der Wahl des Bürgermeisters am 26. Mai 2024 wurde Mark Schwimmer, parteiloser Kandidat, mit 53,2 % der Stimmen zum Bürgermeister gewählt. Die Wahlbeteiligung betrug 72,8 %.

### Städtepartnerschaft
Seit 1990 besteht eine Partnerschaft mit der fränkischen Nachbarstadt Rödental.
Am 13. September 2018 wurde die langjährige Partnerschaft mit der fränkischen Nachbargemeinde Lautertal offiziell besiegelt.

### Wappen
|  | Blasonierung: „Das Stadtwappen zeigt ein Schild von gold über blau geteilt, oben ein wachsender rotbewehrter schwarzer Löwe, unten aus silbernen Dreiberg wachsend zwei grüngestiefelte rote Rosen mit goldenen Butzen.“ |
|  | |

## Kultur und Sehenswürdigkeiten

### Vereine
In der aus neun Stadtteilen bestehenden Stadt Schalkau existieren 36 Vereine mit ca. 1.200 Mitgliedern.

### Bildung und Erziehung
Zur Stadt Schalkau gehört die Staatliche Gemeinschaftsschule „Johann Wolfgang von Goethe“ Schalkau. Die Schule wird, eingerechnet der Schulteile in Rauenstein und Mengersgereuth-Hämmern, von ca. 550 Schülern besucht.
Die Integrative Kindertagesstätte Wirbelwind betreut etwa 130 Kinder im Alter zwischen eins und sechs Jahren. Darunter befinden sich auch entwicklungsverzögerte, behinderte oder von Behinderung bedrohte Kinder.

### Tourismus und Sehenswürdigkeiten
Nahe der Ortslage von Schalkau trifft man auf die Ruinen der mittelalterlichen Schaumburg. Im Heimatmuseum Schalkau wird die Geschichte dieser Burganlage sowie die Entwicklung der Stadt ausführlich behandelt.
Die Stadt Schalkau ist Teil des Tourismusverbundes Schaumberger Land. Hierzu gehört im Landkreis Sonneberg auch die Gemeinde Frankenblick. Mit dem Beitritt Rödentals erweitert sich das Einzugsgebiet des Tourismusverbundes länderübergreifend nach Oberfranken. Rödental arbeitet schon seit Jahren touristisch mit Schalkau zusammen.
Der Jakobsweg verläuft durch Schalkau.

## Wirtschaft und Infrastruktur

### Verkehr
Durch den Ort führt die 1910 eröffnete Bahnstrecke Eisfeld–Sonneberg, eine eingleisige Nebenbahn von Eisfeld über Schalkau nach Sonneberg. Alle Ortsteile sind an das Liniennetz der Omnibus Verkehrs Gesellschaft Sonneberg/Thür. angebunden, welches Anbindungen an die Kreisstadt Sonneberg sowie die Städte Rödental, Coburg und Eisfeld sichert. Außerdem führt die B 89 durch Schalkau. Weitere Straßen führen von Schalkau nach Rödental und Steinheid.

### Öffentliche Sicherheit, Brandschutz und Gesundheit
In Schalkau befindet sich eine von fünf Stützpunktfeuerwehren des Landkreises Sonneberg und in direkter Nachbarschaft eine Rettungswache der Regiomed-Kliniken-Gruppe.

## Persönlichkeiten

### Ehrenbürger
- Paul von Hindenburg (1847–1934), Generalfeldmarschall[12]

### Töchter und Söhne des Ortes und Personen mit Bezug zu Schalkau
- Johann Gabriel Doppelmayr (1677 – 1750), deutscher Astronom, Arzt in Schalkau[13]
- Jan Eichhorn (* 1981), Rennrodler aus Ehnes
- Werner Eichhorn (1899–1990), Sinologe und Hochschullehrer
- Michael Erich Franck (1691–1721), Romanautor
- Julius Hoffmann (1810–1882), Mitglied der Frankfurter Nationalversammlung und Oberbürgermeister von Eisfeld
- Michael Heinrich Krause (1651–1729), evangelischer Theologe und erster Superintendent Schalkaus.
- Ulrich Mann (* 1953), Komponist, Musiker und Musiklehrer, Arrangeur und Komponist der DDR-Kult-LP „Weihnachten in Familie“ (Frank Schöbel), Gründungsmitglied der Rockband Silly
- David Möller (* 1982), zweifacher Weltmeister im Rennrodeln aus Truckenthal
- Maximilian Mörlin (1516–1584), evangelischer Theologe und Reformator
- Fritz Müller (1907–2001), Raumfahrtingenieur
- Johann Georg Otto (1744–1829), Amtmann in Schalkau und Geheimer Hofrat
- Gerhard Rommel (1934–2014), Bildhauer, Medailleur, Münzgestalter und Maler
- Hans-Joachim Schulze (1951–2017), Maler, Aktionskünstler und Persönlichkeit der oppositionellen Kunstszene in der DDR
- Johann Christian Volkhart (1740–1823), Superintendent
- Klaus-Jochen Wahl  (* 1946), Diplomkulturwissenschaftler, Maler, Grafiker, Buch-Illustrator, Komponist, Musiker
- Gerwalt Zinner (1924–2011), Chemiker, Chemieprofessor